# Felipe de Marichalar y Borbón
Felipe Juan, Felipe Juan Froilán de Todos los Santos Marichalar y de Borbón, född 17 juli 1998, är son till Elena av Spanien och Jaime de Marichalar hertig av Lugo. Han är nummer fem i tronföljden till den spanska tronen.
Hans gudföräldrar är morfar Juan Carlos I av Spanien och grevinnan Viola de Ripalda.